# Pont Boussiron
Le pont Boussiron est un pont routier traversant l'Oise entre Conflans-Sainte-Honorine et Andrésy, juste avant le confluent de cette rivière avec la Seine. C'est un ouvrage d'art de la route départementale 48. Lors d'un comptage ponctuel effectué en 2006, le trafic moyen journalier hebdomadaire s'élevait à 21 492 véhicules.

## Histoire

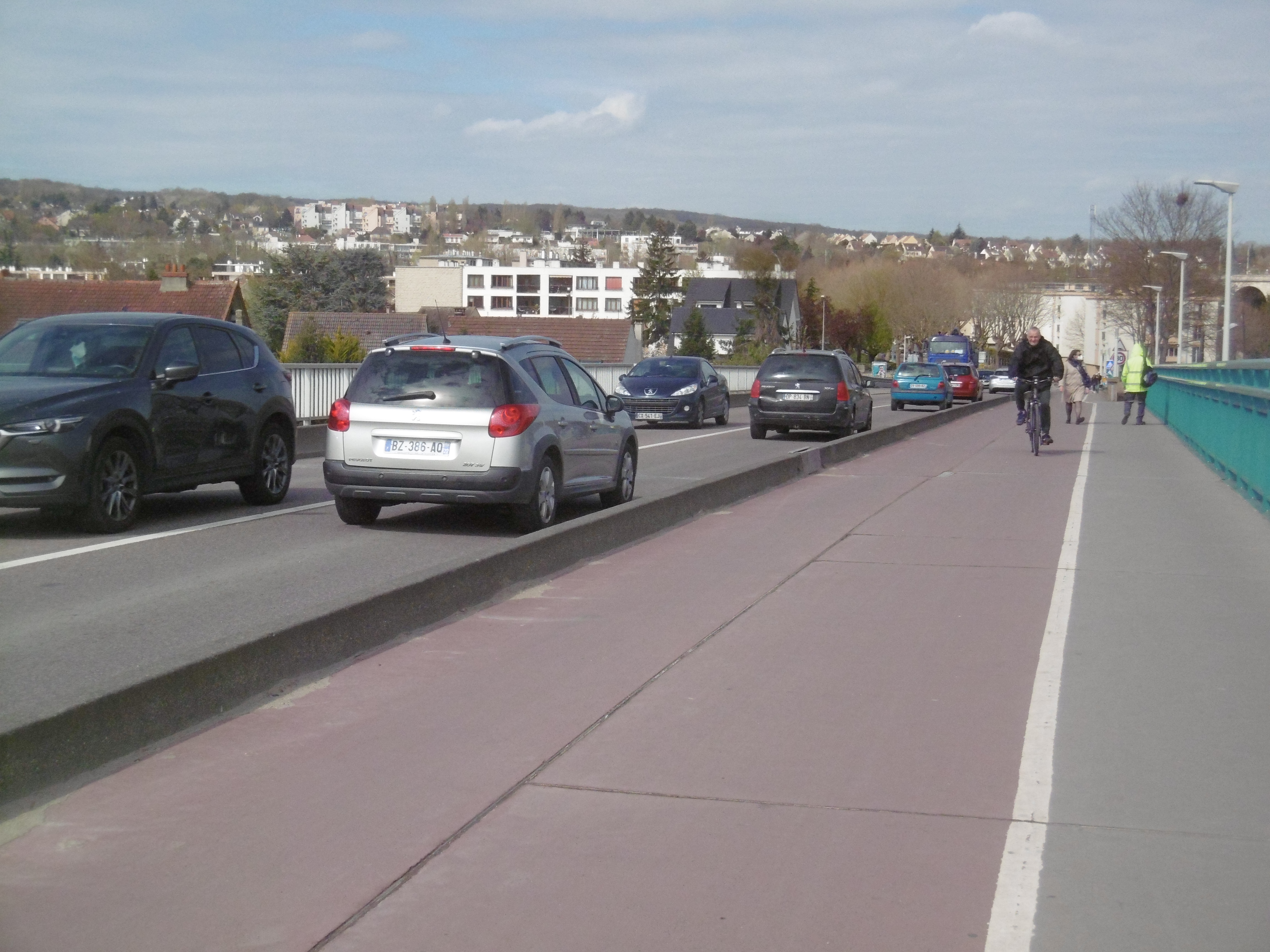
Pont Boussiron. Vue vers Andrésy.

En 1837, est construit un premier pont suspendu, miné en 1870, puis reconstruit en 1873.
Le vieux pont suspendu est remplacé par un pont en béton construit entre mars 1928 et août 1929 par l'entreprise  de Simon Boussiron, avec le concours des architectes Maurice Lagrange (1912-1985) et Georges Wybo. Il est détruit en 1940.
En 1947, la reconstruction du pont est envisagée. Les architectes en sont Jean Démaret et l'ingénieur Nicolas Esquillan. L'entreprise Boussiron est à nouveau chargée des travaux et construit un pont en arc avec tablier supérieur plus esthétique et plus économique. Le pont est constitué d'un arc supportant un tablier de 101 mètres de portée. Il repose sur un massif de béton maintenu par 30 pieux inclinés et 90 pieux verticaux enfoncés dans douze mètres de vase. Le massif de béton est accoté à une arrière-culée formée d'un caisson en béton armé, chargé de remblai.
Une piste cyclable bidirectionnelle de 2,5 mètres de largeur a été construite en 2015 par encorbellement rive nord.

## Protection
L'édifice est inscrit à l'inventaire général du patrimoine culturel.